# Estação Mizuho (Antártica)

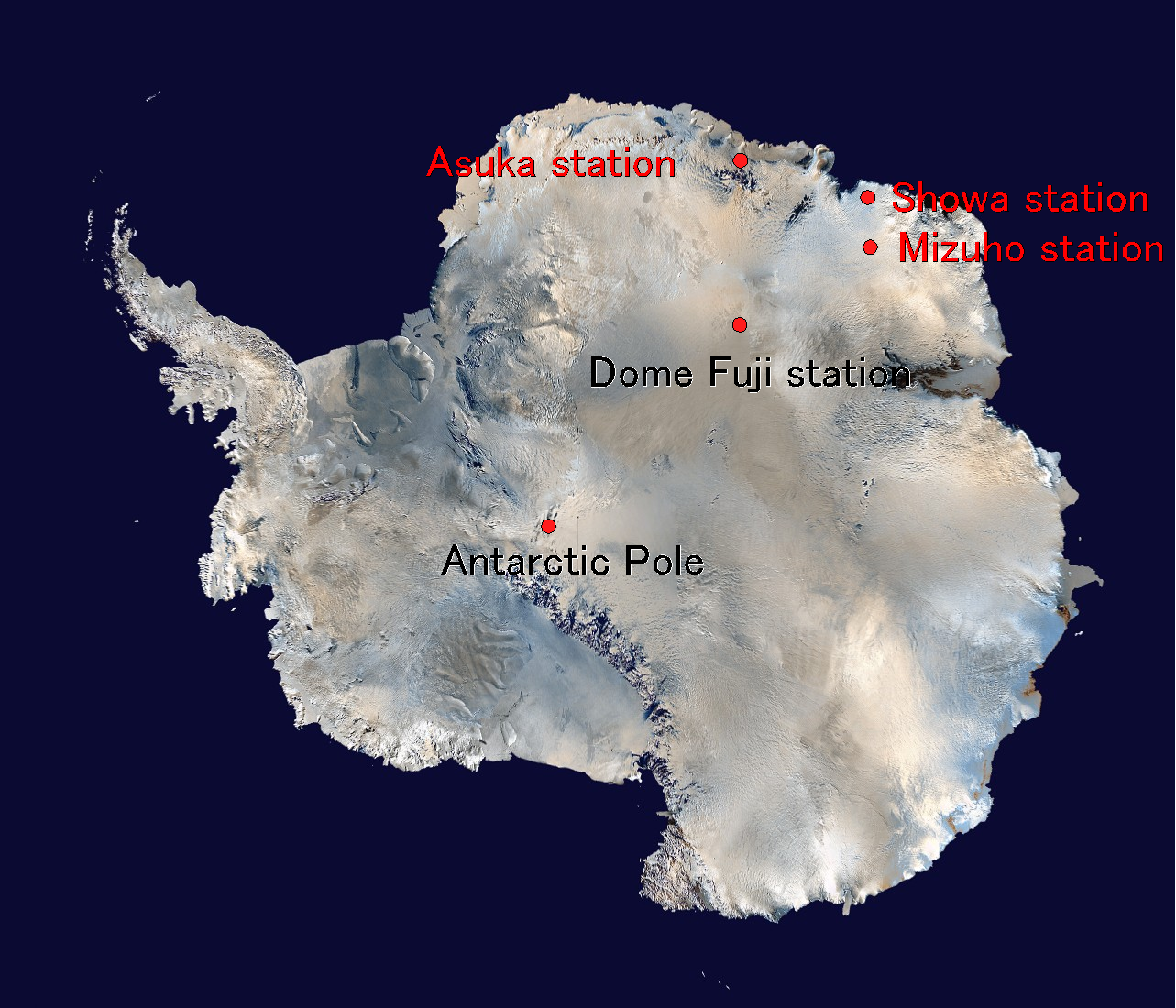
A localização da Estação Mizuho.

A Estação Mizuho (みずほ基地, Mizuho Kichi) foi uma estação de baldeação antártica japonesa permanente. Localizada no Planalto Mizuho 2230 m acima do nível do mar, foi aberta em 1970. Foi operada pelo Instituto Nacional de Pesquisa Polar, e fechada em 1987. É ocasionalmente visitada por algumas partes interessadas em observações meteorológicas e glaciológicas.